# CZ-NUTS
CZ-NUTS je označení normalizované klasifikace územních celků v Česku pro potřeby Eurostatu a ČSÚ.
Zapadá do širší klasifikace NUTS (Nomenclature d'unités territoriales statistiques / Nomenclature of Units for Territorial Statistics, Nomenklatura územních statistických jednotek) Evropské unie. Kraje v Česku kvůli značným rozdílům velikosti odpovídají úrovni NUTS 3. Po vstupu do EU bylo potřeba vytvořit ještě jednu úroveň územního členění odpovídající úrovni NUTS 2, do kterých směřují prostředky z rozvojových fondů EU. Tento stupeň se nazývá region soudržnosti. V Česku tak byly kraje spojeny do 8 regionů soudržnosti (z toho 3 včetně Prahy tvoří jediný kraj).

NUTS 2 označují tzv. regiony soudržnosti, které vznikly pro čerpání dotací EU

NUTS 3 odpovídají krajskému dělení

## Označení
Každý kraj má v CZ-NUTS jedinečný kód, který začíná písmeny CZ (udávajícími, že jde o území v Česku) a pokračuje třemi číslicemi. První dvě určují NUTS 2, třetí kraj v jeho rámci (0 kóduje, že kraj a NUTS2 je totožný. To platí od května 2004; předtím byla v oblastech obsahujících jediný kraj na třetím místě jednička, tj. Praha tehdy byla změněna CZ011 na CZ010, Středočeský kraj z CZ021 na CZ020 a Moravskoslezský z CZ081 na CZ080.)
Do roku 2007 byly v systému NUTS vedeny také okresy jako úroveň 4. Od 1. 1. 2008 byly tyto jednotky převedeny do systému LAU (Local Administrative Units, anglicky místní správní jednotka). Ke stejnému datu byly změněny kódy NUTS 3 kraje Vysočina (z CZ061 na CZ063) a Jihomoravského kraje (z CZ062 na CZ064) v souvislosti se změnou jejich hranic převodem 25 obcí z kraje Vysočina do okresu Brno-venkov od 1. 1. 2005. Obce byly z NUTS 5 do LAU 2 převedeny již dříve.

## Přehled CZ-NUTS 1-3
| NUTS 1 | NUTS 1 | NUTS 2             | NUTS 2 | NUTS 3               | NUTS 3 |
| území  | kód    | region soudržnosti | kód    | kraj                 | kód    |
| ------ | ------ | ------------------ | ------ | -------------------- | ------ |
| Česko  | CZ0    | Praha              | CZ01   | Hlavní město Praha   | CZ010  |
| Česko  | CZ0    | Střední Čechy      | CZ02   | Středočeský kraj     | CZ020  |
| Česko  | CZ0    | Jihozápad          | CZ03   | Jihočeský kraj       | CZ031  |
| Česko  | CZ0    | Jihozápad          | CZ03   | Plzeňský kraj        | CZ032  |
| Česko  | CZ0    | Severozápad        | CZ04   | Karlovarský kraj     | CZ041  |
| Česko  | CZ0    | Severozápad        | CZ04   | Ústecký kraj         | CZ042  |
| Česko  | CZ0    | Severovýchod       | CZ05   | Liberecký kraj       | CZ051  |
| Česko  | CZ0    | Severovýchod       | CZ05   | Královéhradecký kraj | CZ052  |
| Česko  | CZ0    | Severovýchod       | CZ05   | Pardubický kraj      | CZ053  |
| Česko  | CZ0    | Jihovýchod         | CZ06   | Kraj Vysočina        | CZ063  |
| Česko  | CZ0    | Jihovýchod         | CZ06   | Jihomoravský kraj    | CZ064  |
| Česko  | CZ0    | Střední Morava     | CZ07   | Olomoucký kraj       | CZ071  |
| Česko  | CZ0    | Střední Morava     | CZ07   | Zlínský kraj         | CZ072  |
| Česko  | CZ0    | Moravskoslezsko    | CZ08   | Moravskoslezský kraj | CZ080  |
|        |        |                    |        |                      |        |

## Statistiky NUTS-2 (regionů soudržnosti)
| region soudržnosti | kód  | rozloha [km²] | obyvatel  |
| ------------------ | ---- | ------------- | --------- |
| Praha              | CZ01 | 496           | 1 259 079 |
| Střední Čechy      | CZ02 | 11 014        | 1 315 299 |
| Jihozápad          | CZ03 | 17 617        | 1 212 423 |
| Severozápad        | CZ04 | 8 649         | 1 123 265 |
| Severovýchod       | CZ05 | 12 440        | 1 506 813 |
| Jihovýchod         | CZ06 | 13 990        | 1 682 748 |
| Střední Morava     | CZ07 | 9 231         | 1 220 972 |
| Moravskoslezsko    | CZ08 | 5 445         | 1 217 676 |